# Scholastes bimaculatus
Scholastes bimaculatus är en tvåvingeart som beskrevs av Friedrich Georg Hendel 1914. Scholastes bimaculatus ingår i släktet Scholastes och familjen bredmunsflugor. Inga underarter finns listade i Catalogue of Life.